# Max Meinertz
Max Meinertz (ur. 19 grudnia 1880 w Braniewie, zm. 18 grudnia 1965 w Münsterze) – niemiecki teolog katolicki, badacz nowego testamentu, profesor egzegezy Nowego Testamentu w Braniewie i w Münster.

## Życiorys
Max Meinertz był synem dyrektora braniewskiego gimnazjum Ottona Meinertz. Dzieciństwo i młodość spędził w Poznaniu. W 1895 rodzina przeniosła się do Wrocławia. We Wrocławiu Max Meinertz zdał maturę oraz studiował dwa semestry filologię. Następnie studiował przez dwa semestry w Braniewie teologię katolicką, z przerwą na jeden semestr w Bonn. Po święceniach kapłańskich 26 kwietnia 1903 udał się do Strasburga i uzyskał tam doktorat w 1904 roku. Po roku posługi kapłańskiej w Głotowie i w Królewcu habilitował się w 1906 roku na Uniwersytecie w Bonn na podstawie rozprawy o stanowisku Jezusa w sprawie chrystianizacji pogan.
5 listopada 1906 roku Max Meinertz został powołany na stanowisko profesora nadzwyczajnego egzegezy Nowego Testamentu w Liceum Hosianum w Braniewie, w 1909 został mianowany profesorem zwyczajnym na Westfalskim Uniwersytecie Wilhelma w Münster jako następca Augustinusa Bludaua, który został mianowany biskupem Warmii. Do odejścia ze stanowiska na emeryturę w dniu 1 kwietnia 1950 roku Max Meinertz wykładał w Münster. Wśród jego uczniów można wymienić m.in. Heinza Schürmanna.
Profesor Josef Meinertz, lekarz i psychoterapeuta, był jego bratem.

## Dzieła
Max Meinertz opublikował oprócz wielu innych prac, jako jeden z pierwszych teologów katolickich szczegółowy opis nowotestamentalnej teologii na wysokim poziomie naukowym.
W latach 1920/21 Meinertz był rektorem Uniwersytetu w Münster, w latach 1947/48 prorektorem, trzy razy był dziekanem Wydziału Teologicznego.